# Liste der Baudenkmale in Hansen
In der Liste der Baudenkmale in Hansen sind die Baudenkmale des niedersächsischen Ortes Hansen aufgelistet. Dies ist ein Teil der Liste der Baudenkmale in Uelzen. Der Stand der Liste ist der 17. November 2021.
Die Quelle der  IDs und der Beschreibungen ist der Denkmalatlas Niedersachsen.

## Allgemein
In den Spalten befinden sich folgende Informationen:
- Lage: die Adresse des Baudenkmales und die geographischen Koordinaten. Kartenansicht, um Koordinaten zu setzen. In der Kartenansicht sind Baudenkmale ohne Koordinaten mit einem roten Marker dargestellt und können in der Karte gesetzt werden. Baudenkmale ohne Bild sind mit einem blauen Marker gekennzeichnet, Baudenkmale mit Bild mit einem grünen Marker.
- Bezeichnung: Bezeichnung des Baudenkmales
- Beschreibung: die Beschreibung des Baudenkmales. Unter § 3 Abs. 2 NDSchG werden Einzeldenkmale und unter § 3 Abs. 3 NDSchG Gruppen baulicher Anlagen und deren Bestandteile ausgewiesen.
- ID: die Objekt-ID des Baudenkmales
- Bild: ein Bild des Baudenkmales, ggf. zusätzlich mit einem Link zu weiteren Fotos des Baudenkmals im Medienarchiv Wikimedia Commons. Wenn man auf das Kamerasymbol klickt, können Fotos zu Baudenkmalen aus dieser Liste hochgeladen werden:

## Hansen

### Gruppen baulicher Anlagen in Hansen
| Lage                                        | Bezeichnung | Beschreibung | ID       | Bild |
| ------------------------------------------- | ----------- | --- | -------- | ---- |
| Auf der Masch 1 52° 57′ 7″ N, 10° 29′ 2″ O  | Hofanlage   | Die Hofanlage Auf der Masch 1 in Hansen besteht aus einem Hauptgebäude des späten 19. Jahrhunderts, dessen Wohnteil hammerkopfartig quer zum Wirtschaftsteil 1904 erneuert wurde, und drei Nebengebäuden des 18. und 19. Jahrhunderts. | 31004730 | BW   |
| Auf der Masch 4 52° 57′ 3″ N, 10° 28′ 55″ O | Hofanlage   | In der Tradition des Hallenhauses steht das massive Haupthaus der Hofanlage Auf der Masch 4 von 1910. Eine Scheune von 1800 steht direkt an der Straße.                                                                                | 31004740 | BW   |

### Einzeldenkmal in Hansen
| Lage                                        | Bezeichnung               | Beschreibung | ID       | Bild |
| ------------------------------------------- | ------------------------- | --- | -------- | ---- |
| Auf der Masch 1 52° 57′ 8″ N, 10° 29′ 2″ O  | Wohn-/ Wirtschaftsgebäude | Eingeschossiges, zur Straße traufständiges Backsteingebäude unter mit schwarzen Muldenfalzziegeln gedecktem Satteldach. Auf Putzsockel, mit straßenseitigem Mittelrisalit. Erbaut als erneuerter Wohnteil in Form eines Querriegels 1904 (i). Rückwärtig etwas älterer Wirtschaftsteil unter Satteldach vom Ende des 19. Jahrhunderts. | 31006224 | BW   |
| Auf der Masch 1 52° 57′ 7″ N, 10° 29′ 1″ O  | Scheune                   | Teilweise verbrettertes Fachwerkgebäude mit Backsteinausfachung, unter ziegelgedecktem Krüppelwalmdach. Mit zwei Längseinfahrten und einer (nachträglichen) Quereinfahrt. Oberrähmzimmerung mit durchgehälsten Ankerbalken. Errichtet 1745 (i).                                                                                        | 31005216 | BW   |
| Auf der Masch 1 52° 57′ 6″ N, 10° 29′ 2″ O  | Stall                     | Fachwerkgebäude mit Backsteinausfachung unter ziegelgedecktem Halbwalmdach. Auf Feldsteinsockel. Oberrähmzimmerung mit durchgehälsten Ankerbalken. Zwei nachträgliche Quereinfahrten. Errichtet als Hofschafstall Ende des 18. Jahrhunderts.                                                                                           | 31005234 | BW   |
| Auf der Masch 1 52° 57′ 7″ N, 10° 29′ 3″ O  | Speicher                  | Teilweise verbrettertes anderthalbgeschossiges Fachwerkgebäude mit Backsteinausfachung, unter ziegelgedecktem Satteldach. Auf Feldsteinsockel. Oberrähmzimmerung, Ankerbalken in den Giebeln. Errichtet 1841 (i). | 31005252 | BW   |
| Auf der Masch 4 52° 57′ 3″ N, 10° 28′ 55″ O | Wohn-/ Wirtschaftsgebäude | Massives Wohn-/Wirtschaftsgebäude, anderthalbgeschossig und unter ziegelgedecktem Krüppelwalmdach. Dreiachsiger Risalit in der Südfassade des Wohnteils, Schmuckgesimse, Ziersteinsetzung an Traufe und Ortgang. Erbaut 1910 (i). | 31006242 | BW   |
| Auf der Masch 4 52° 57′ 4″ N, 10° 28′ 57″ O | Scheune                   | Zur Straße giebelständiges Fachwerkgebäude mit Backsteinausfachung, unter ziegelgedecktem Halbwalmdach. Auf Hausteinsockel. Außermittige Straßeneinfahrt. Errichtet 1800 (i). | 31005144 | BW   |
| Auf der Masch 6 52° 57′ 1″ N, 10° 28′ 55″ O | Schafstall                | Fachwerkbau mit Backsteinausfachung, unter reetgedecktem Halbwalmdach. Auf Feldsteinsockel. Speersohlenzimmerung mit durchgehälsten Ankerbalken, Giebeltrapeze verbrettert. Errichtet vermutlich als Hofschafstall 1769 (i). | 31006260 | BW   |